# Bitwa pod Bużynem
Bitwa pod Bużynem – starcie zbrojne, które miało miejsce 7 września 1677 podczas wojny rosyjsko-tureckiej (1674–1681).
Idąca na odsiecz obleganemu od trzech tygodni Czehryniowi armia rosyjsko-kozacka (52–57 tys. żołnierzy) dowodzona przez hetmana kozackiego Ukrainy lewobrzeżnej Iwana Samojłowicza oraz przez Grigorija Romodanowskiego pobiła armię turecko-tatarską dowodzoną przez Ibrahima Szejtana. Turcy musieli się wycofać, a załoga Czehrynia została uratowana.